# Fall Ibrahim Ali

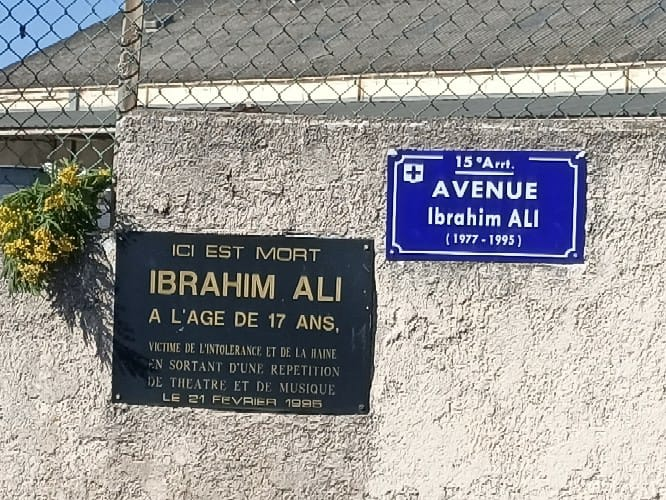
Plaquette und Straßenschild, welche an Ibrahim Ali erinnern

Der Fall Ibrahim Ali war ein Mordfall in Marseille, bei dem der 17-Jährige Ibrahim Ali von Militanten Mitgliedern des Front National (FN, heute umbenannt in Rassemblement National) erschossen wurde.
Ibrahim Ali war ein 17-jähriger Gymnasiast, französischer Staatsangehöriger mit Wurzeln in den Komoren. Der Gymnasiast rannte am 21. Februar 1995 nach einer Musikprobe zum Bus. Zur gleichen Zeit hängte Robert Lagier mit zwei Freunden, Mario d’Ambrosio und Pierre Giglio Plakate für die Präsidentschaftswahl in Frankreich 1995 für Jean-Marie Le Pen vom FN. Als die drei Freunde Ali rennen sahen, schoss Lagier auf der Avenue des Aygalades in den Rücken, und der Jugendliche starb am Tatort.
In den Tagen darauf kam es in Marseille zu Kundgebungen im Zusammenhang mit dem Mordfall, zu denen 30.000 Demonstranten erschienen. 1998 hat das Gericht Lagier zu 15 Jahren d’Ambrosio zu zehn Jahren und Giglio zu zwei Jahren Haft verurteilt.
Am 21. Februar 2021 wurde die Avenue des Aygalades in Avenue Ibrahim Ali umbenannt.